# Tarławecki Róg
Tarławecki Róg – osada w Polsce położona w województwie warmińsko-mazurskim, w powiecie węgorzewskim, w gminie Węgorzewo.
W latach 1975–1998 miejscowość administracyjnie należała do województwa suwalskiego.
Na starych mapach osada oznaczona nazwą Duży Kamień.

## Przyroda
W okolicy miejscowości rośnie kilka wyjątkowych drzew, w tym jeden dąb szypułkowy, który jest szczególnie okazały. Drzewo rosnące około 700 m od leśniczówki posiada potężny, regularnie walcowaty pień o obwodzie 733 cm i wysokości 38 m (w 2015 roku), swym pokrojem przypomina najokazalsze dęby, rosnące w Białowieskim Parku Narodowym. Wiek tego wielkiego drzewa wynosi od 330 do 360 lat. Opodal jest także inny, okazały dąb, posiadający obwód 600 cm.